# Sophia Anne Caruso
Pour les articles homonymes, voir Caruso (homonymie).
Sophia Anne Caruso, née le 11 juillet 2001 à Spokane (Washington), est une actrice et chanteuse américaine. 

## Biographie
Sophia Anne Caruso est née le 11 juillet 2001, de Steve et Deena Caruso à Spokane, Washington. Elle est la plus jeune de trois enfants.

## Filmographie

### Cinéma
- 2008 : L'Œil du mal de D.J. Caruso
- 2011 : Numéro Quatre de D.J. Caruso : la fille dans la rue
- 2015 : Jack of the Red Hearts de Janet Grillo : Coke
- 2016 : 37 de Puk Grasten : Lisa
- 2018 : Lazarus de Ivo van Hove : une fille
- 2022 : L'École du Bien et du Mal (The School for Good and Evil) de Paul Feig : Sophie

### Télévision

#### Séries télévisées
- 2013 : Smash : une petite fille
- 2013 : Celebrity Ghost Stories (série documentaire) : Jillian jeune
- 2017 : Strangers : Lily
- 2019 : Evil : Emma
- 2025 : One Piece : Miss Goldenweek

#### Téléfilms
- 2017 : Crash and Burn : Cara

## Discographie
- 2016 Lazarus (David Bowie's musical) edited by Sony Music.